# 浮士德I
《浮士德》（德語：Faust）是德国大文豪歌德于1808年发表的一部悲剧。他撰寫的這部诗剧，從起稿到完成，共使用了58年，可見其龐大。传统上，《浮士德》被认为是德语文学中最优秀的作品，同时也是最经常被引用的作品。该剧主人公浮士德也曾出现在其他作家的作品中，但歌德给他的形象赋予了深刻的人格寓意。
本文介绍《浮士德》的第一部分，即《浮士德，悲剧第一部》（Faust. Der Tragödie erster Teil）；关于《浮士德》的第二部分，请见《浮士德II》。另，本文中所有译文及专用名词均取自绿原译人民文学出版社1997年版译本。

## 内容

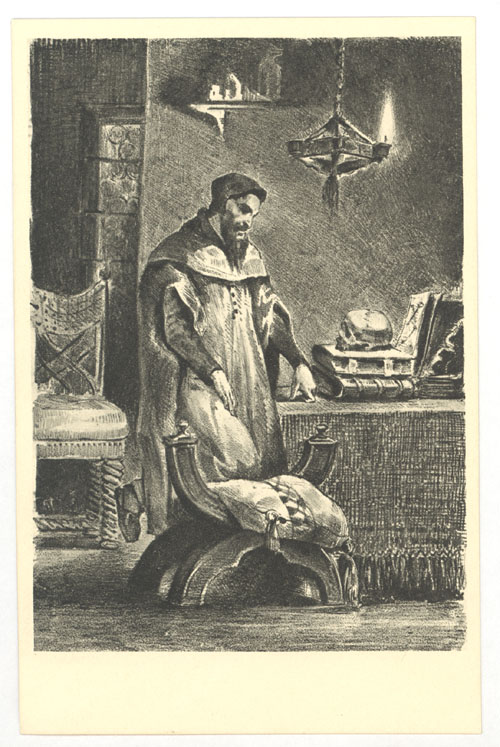
我不像諸神！這一點我深有所感！我不過像蟲蟻往塵土裡鑽……我向你請安，你無與倫比的長頸玻璃瓶！我現在虔敬地將你取下來……（人民文学出版社1997年版）浮士德在书斋，德拉克洛瓦1827年绘。

### 地点与时间
该剧所叙述的故事发生在德国莱比锡及哈尔茨山等地，时间约为历史上浮士德博士的年代（约1480－1538），中世纪与文艺复兴的交接点。

### 剧情概述
令世人景仰的学者浮士德博士，当他回顾他的一生时，发现作为科学家（中世纪概念：泛指含自然科学、哲学、神学、医学、法学在内的全部人类知识），他对世界的本质其实并没有任何认知；作为一个人，他根本没有体会到生活的乐趣。由此，他陷入了深深的苦恼之中。在这种情况下，他与魔鬼梅菲斯特订立盟约，如果魔鬼把他从这种不满足和不安的心境中解脱出来，他就把死后的灵魂交付于他。魔鬼梅菲斯特则带领他游历这个五光十色的大千世界，并使他与少女格雷琴悲剧性地相恋。

### 人物
- 海因里希·浮士德，学者
- 梅菲斯特，魔鬼
- 马加蕾特，昵称格雷琴，浮士德的爱人
- 精灵，
- 瓦格纳，浮士德的助手
- 学生，求教于浮士德
- 女巫
- 马尔特，马加蕾特的女邻居
- 瓦伦廷，马加蕾特的兄长
- 大学生一、二、三、四
- 城门口的市民等
- 瓦尔普吉斯之夜中的女巫、精灵等

## 按场景内容简介

### 献词（1至32节）

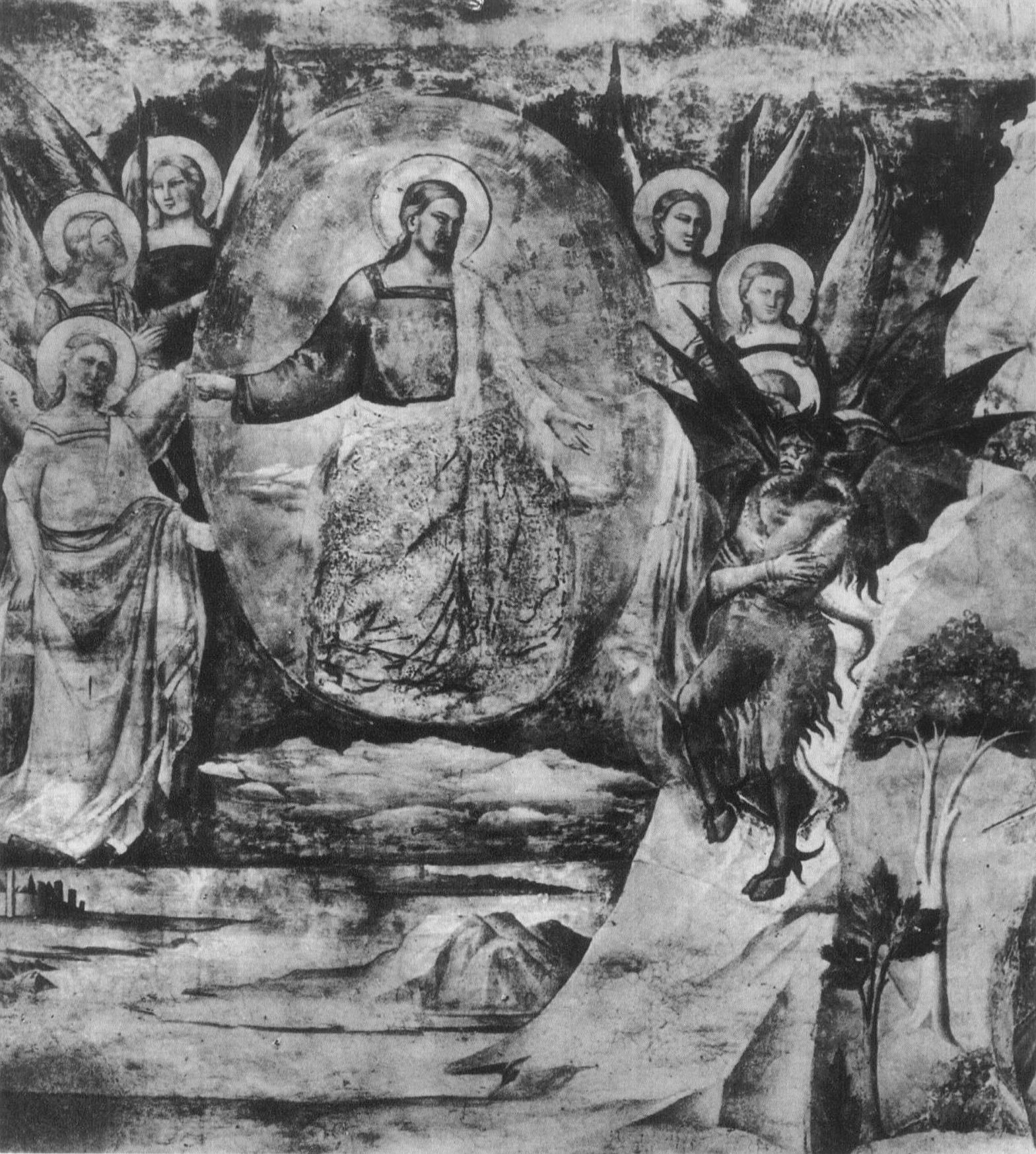
你可认识浮士德？－那位博士？－我的仆人。（人民文学出版社1997年版）天堂序曲。Campo Santo di Pisa壁画，取材于《圣经·约伯记》，塔德奧·加迪绘。

献词抒发了歌德对创制这篇巨作的万千感慨，同时也是他的内心总结。

### 舞台序幕（33至242节）
剧场经理（从经营者的角度）、剧作者（从纯粹的艺术角度）与丑角（从大众娱乐的角度）之间关于戏剧应采取何种形式的争论。歌德的这部作品并未给出明确答案，但作品本身即是兼顾这三种观点的产物。

### 天堂序曲（243至353节）
天堂序曲留有圣经·约伯记的明显痕迹。上帝与魔鬼在论及人的本性时谈到浮士德。魔鬼打赌说能把他“慢慢引上我的大道”并最终攫取他的灵魂。对于全能的上帝来说他只不过给了魔鬼一个考察浮士德的机会——上帝可以决定浮士德是否最终应该得到拯救。

### 夜，地灵，瓦格纳（354至807节）
悲劇：第一部
第一場：夜
第二場：城門外
第三場：書齋
第四場：書齋
第五場：萊比錫奧艾爾巴赫地下酒室
第六場：魔女的單房
第七場：街道
第八場：傍晚
第九場：散步路
第十場：鄰婦之家
第十一場：街道
第十二場：庭園
第十三場：園亭
第十四場：森林和山洞
第十五場：格蕾辛的住房
第十六場：瑪爾太的庭園
第十七場：井邊
第十八場：城牆里巷
第十九場：夜
第二十場：教堂
第二十一場：瓦爾普吉斯之夜

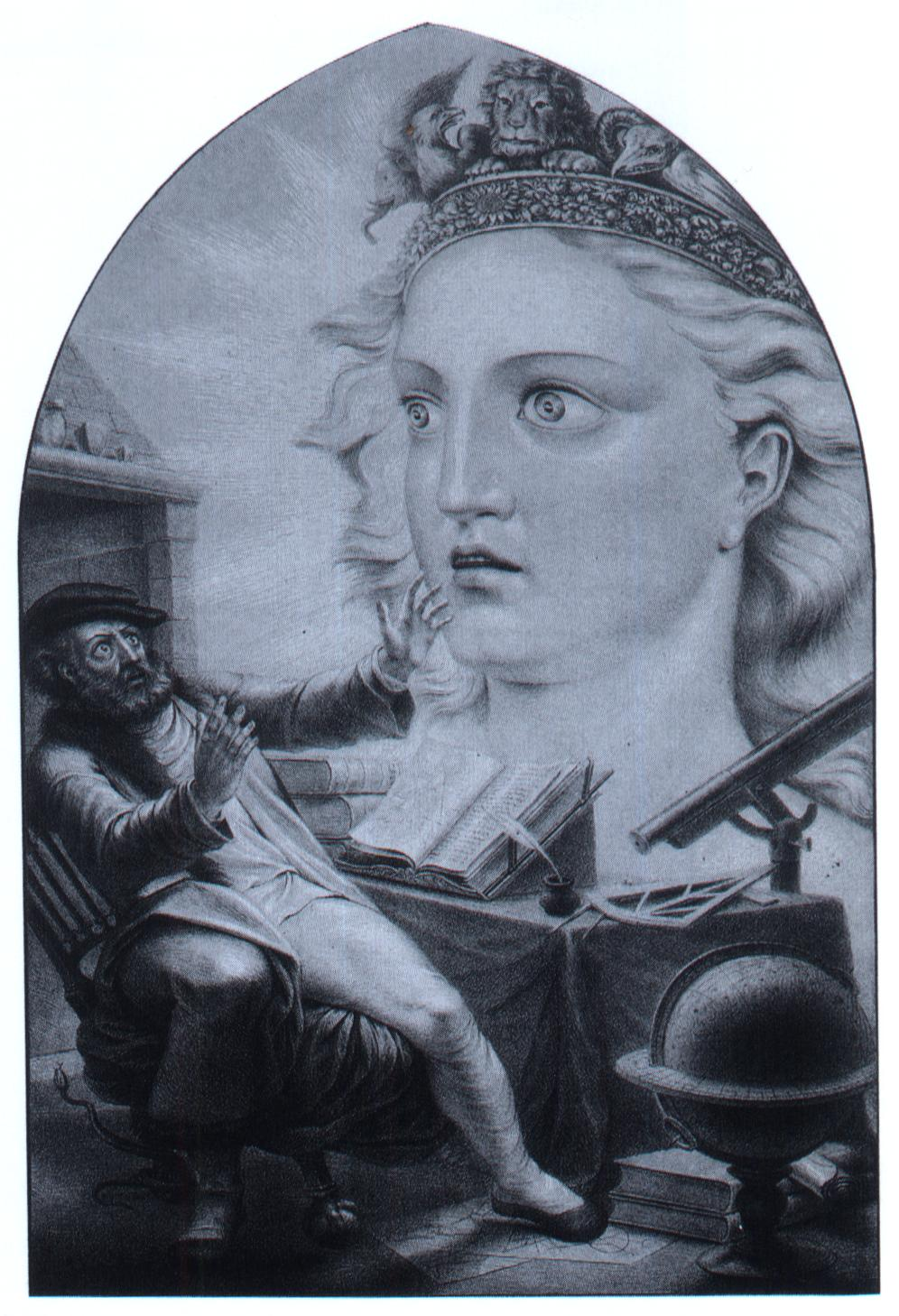
难道我怕你吗，火焰的变态？我就是，我就是浮士德，你的同侪？浮士德与精灵，Ludwig G.C. Nauwerck，1810年。

瓦爾普吉斯之夜的夢或奧伯朗與                           蒂妲尼霞的金婚紀念插劇
第二十二場：陰暗的日子
郊野
第二十三場：夜
曠野
第二十四場：牢獄